# 국가기상슈퍼컴퓨터센터

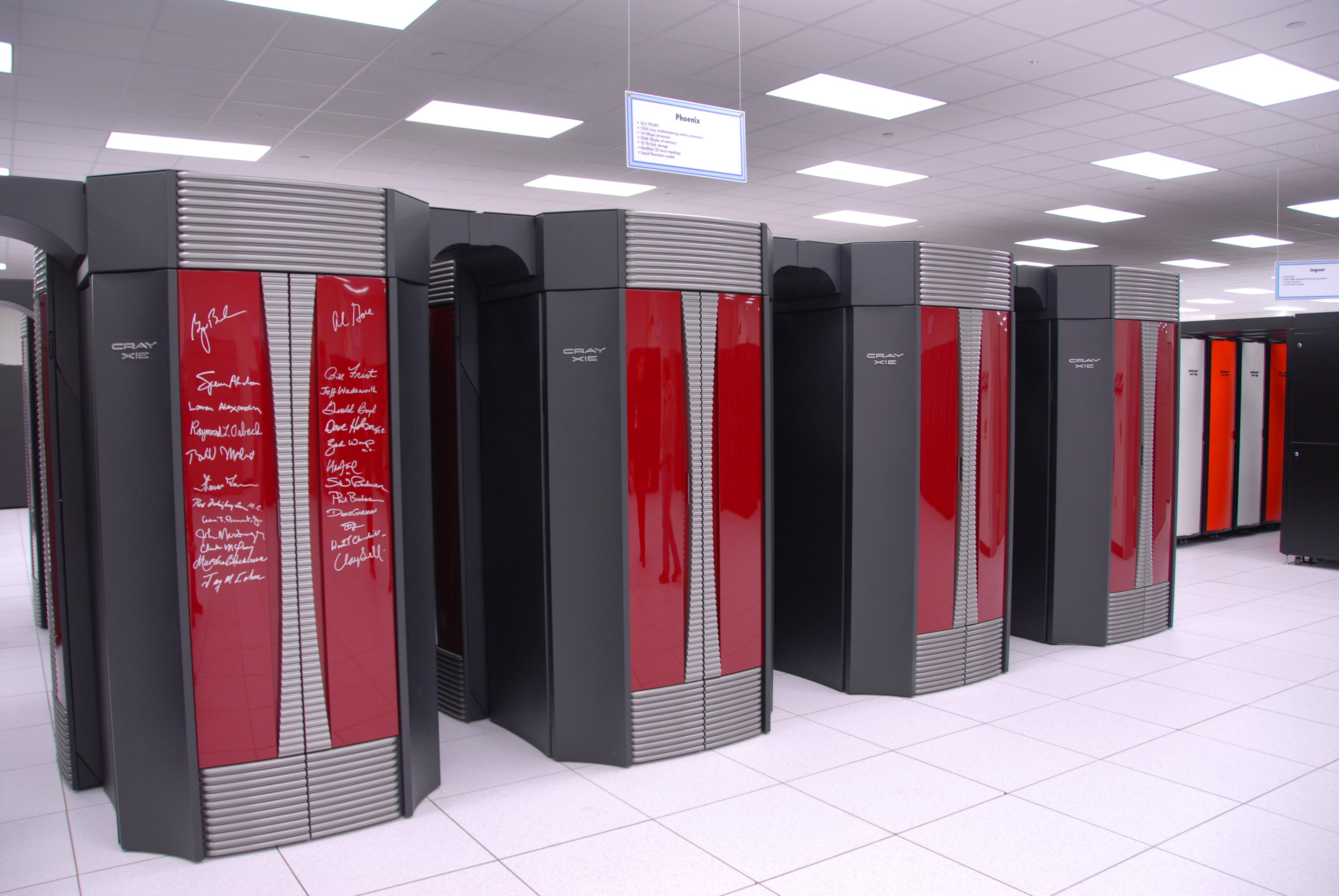
크레이 X1E 슈퍼컴퓨터, 기상청 2호기

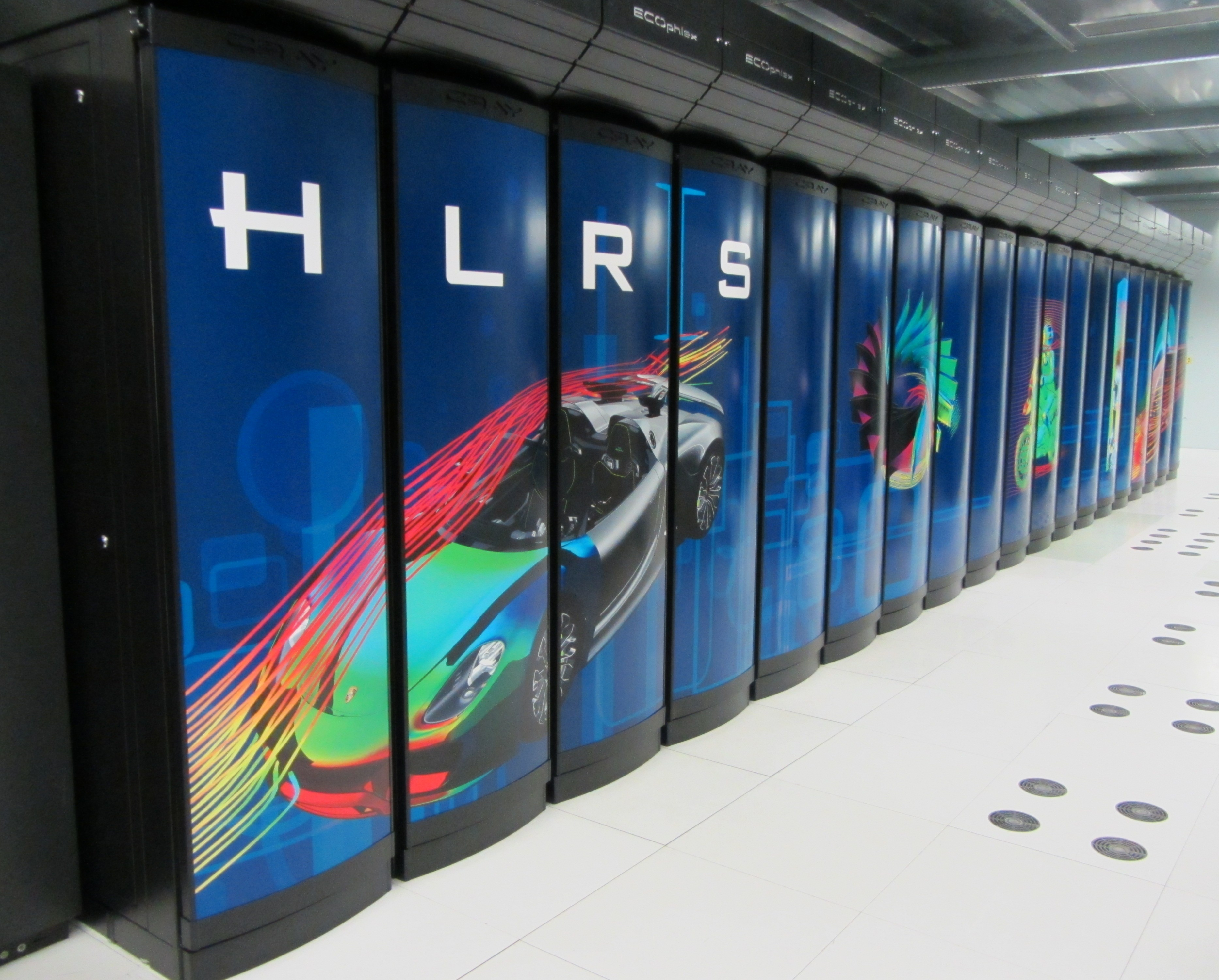
크레이 베이커(XE6) 슈퍼컴퓨터, 기상청 3호기

국가기상슈퍼컴퓨터센터는 대한민국 기상청 산하의 슈퍼컴퓨터 센터이다.

## 역사
2007년 9월 3일, 정부는 충청북도 청원군 오창과학산업단지에 국가기상슈퍼컴퓨터센터를 설립하기로 결정했다. 2008년부터 253억원이 투입돼 2009년 말 완공될 기상슈퍼컴퓨터센터는 2만3천92m2의 터에 연면적 6천617m2(지상 2층, 지하 1층) 규모로 건립되며 새로 도입되는 기상용 슈퍼컴퓨터 3호기의 안정적 운영환경을 제공하고 국내외 기상분야 IT 교육훈련 등도 맡게 된다.
기상용 슈퍼컴퓨터 3호기, 기상용 슈퍼컴퓨터 4호기를 이 센터에 설치했다. 기상용 슈퍼컴퓨터 1호기, 기상용 슈퍼컴퓨터 2호기는 서초동 한국인터넷데이터센터(KIDC)에 설치했었다.
슈퍼컴퓨터 3호기는 전 지구를 가로·세로 25 km 사각형으로 나눠 기상 예측 결과를 만들어내고 있다. 4호기가 도입되면 2019년까지 사각형 한 변의 길이를 12 km까지 줄일 계획이다.
4호기의 속도는 4.8 페타플롭스나 된다. 최근 프랑스는 TNO 핵탄두를 1 페타플롭스 슈퍼컴퓨터로 핵실험 없이 개발하여, 2016년 SLBM인 M51 미사일에 탑재하여 실전배치했다. 2015년 마션 (영화)에는 NASA의 슈퍼컴퓨터가 나온다. 2015년 현재 나사의 주력 슈퍼컴퓨터는 플레이아데스(en:Pleiades (supercomputer))로, 5 페타플롭스 속도를 내서, 기상청 4호기 속도와 비슷하다.

## 슈퍼컴퓨터
기상용 슈퍼컴퓨터 1호기1988년 도입,일본 NEC사의 SX-5 시스템, 커다란 캐비닛 크기
기상용 슈퍼컴퓨터 2호기1993년 도입, en:Cray X1E, 작은 방 크기, 80여평, 속도 18.5 테라플롭스
기상용 슈퍼컴퓨터 3호기2001년 도입, en:Cray XE6, 큰 방 크기, 550억원, 속도 340 테라플롭스, 2.07 페타바이트 디스크, 4.5 페타바이트 백업시스템, 연간 유지비 30억원
기상용 슈퍼컴퓨터 4호기en:Cray XC30, 건물 2층 크기, 1층 누리 2.4 페타플롭스, 2층 마리 2.4 페타플롭스,
기상용 슈퍼컴퓨터 5호기전용 건물 크기, 속도 25.7 페타플롭스